# Guy Joseph de Donnissan
Guy Joseph de Donnissan   (Bordeus, 7 de febrer de 1737 - Angers, 8 de gener de 1794) fou un militar francès i un general Vendeà.

## Biografia
Guy Joseph de Donnissan provenia d'una família d'alta noblesa introduïda a la Cort de França. En la seva joventut, es va fer oficial i va lluitar durant la Guerra dels Set Anys, sobretot va ajudar al campament del general Louis Charles César Le Tellier, va dir el mariscal d'Estrées.
El 26 de gener de 1760, es va casar amb Marie-Françoise de Durfort de Civrac (1747-1839), filla de l'aimeric Joseph de Durfort-Civrac, amb qui va tenir una filla, Victòria de Donnissan) nascuda el 25 d'octubre de 1772.
Es va retirar amb el rang de mariscal de camp.
El 1791, va sortir de París amb la seva família i es va refugiar al seu castell de Clisson, a prop de Bressuire. El març de 1793, va esclatar la Revolta de La Vendée. Sospitós pels revolucionaris, Donnissan va ser arrestat amb la seva dona, la seva filla i el seu gendre Louis Marie de Lescure i Gaspard de Bernard de Marigny, cosí d'aquest últim. No obstant això, la ciutat de Bressuire és evacuat entre gener i maig per les tropes republicanes del general Pierre Quétineau.
Lliurat pels vendeans, Donnissan es va retirar un temps al Château de la Boulaye i es va unir a l'exèrcit catòlic i real. Ja molt vell, Donnissan no va ocupar el càrrec de general durant molt de temps i va ser nomenat president del Consell de Vendée i governador del rei de les terres que tenien les forces de la Vendée.
Va participar en la planificació de l'atac a Nantes buscant apropar-se a l'exèrcit de Charette i redactant la citació dirigida als residents de Nantes.
Després de la derrota dels Vendeans a la Segona Batalla de Cholet, Donnissan va seguir l'exèrcit durant la Gir de galerna. Tot i això, es va separar de la seva dona i la seva filla a la batalla de Savenay. Donnissan s'escapa de la massacre però és capturat pels republicans a Montrelais mentre intentava creuar el Loira. Va ser portat a Angers on va ser jutjat, condemnat a mort i afusellat el 8 de gener de 1794.